# Mombasa
Mombasa è la seconda città più grande del Kenya ed è capoluogo dell'omonima contea. Si trova su un'isola separata dal continente solo da due piccoli fiumi. Ha un importante porto e un aeroporto internazionale, ed è un luogo di passaggio quasi obbligato per il turismo nelle zone costiere del Paese. Il nome arabo originale della città è Manbasa; in kiswahili si chiama Kisiwa Cha Mvita (abbreviato in Mvita), che significa "isola di guerra", a ricordare le numerose contese per il controllo della città.

## Geografia
Mombasa ha una popolazione di circa 1 500 000 abitanti (665 018 registrati nel censimento del 1999) e si trova sull'Isola di Mombasa, circondata da due fiumi, Tudor Creek e Kilindini Harbour. A nord è collegata alla terraferma dal ponte Nyali Bridge, a sud dal servizio di traghetti Likoni Ferry, e a ovest dalla Makupa Causeway che la congiunge alla ferrovia dell'Uganda. 
Il porto serve sia il Kenya che le altre nazioni dell'Africa orientale, consentendo il traffico da e verso l'Oceano Indiano.

## Popolazione
La popolazione è prevalentemente costituita da Miji Kenda/Swahili di religione islamica. Nel tempo la città ha ricevuto moltissimi immigrati, soprattutto provenienti dal Medio Oriente e dall'India, commercianti e artigiani, che contribuiscono in modo importante all'economia della città (e del Kenya in generale). L'immigrazione più recente proviene principalmente dall'entroterra keniota, ed è soprattutto legata alle opportunità di lavoro derivanti dall'industria del turismo.
Le donne swahili indossano abiti di cotone detti kanga, stampati a colori sgargianti e non raramente con frasi e slogan; portano anche un velo scuro detto "bui bui". Gli uomini indossano un tipo particolare di sarong a strisce colorate, detto "kikoi".

## Luoghi di interesse
Ci sono molti posti da visitare a Mombasa, come il Forte Jesus, costruito dai portoghesi e la Città Vecchia, in cui si possono ammirare numerosi esempi di architettura islamica. Biashara Street (in swahili "Strada del Mercato") si trova nella città vecchia; i mercanti arabi e indiani hanno in questa strada negozi che vendono kanga e kikoi. La Moi Avenue è celebre per le sue grandi zanne di elefante in alluminio, simbolo della città.

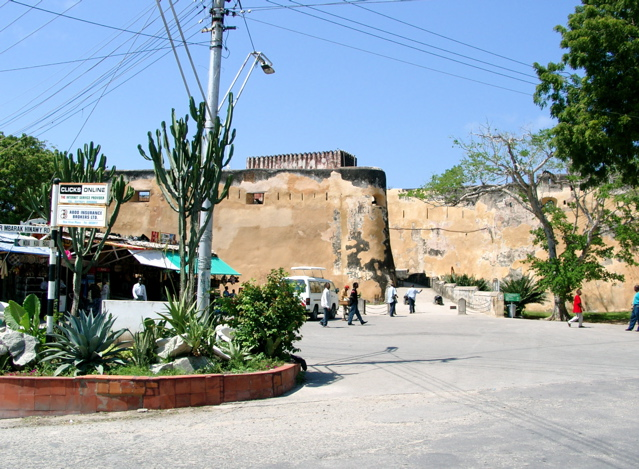
Il Forte Jesus.
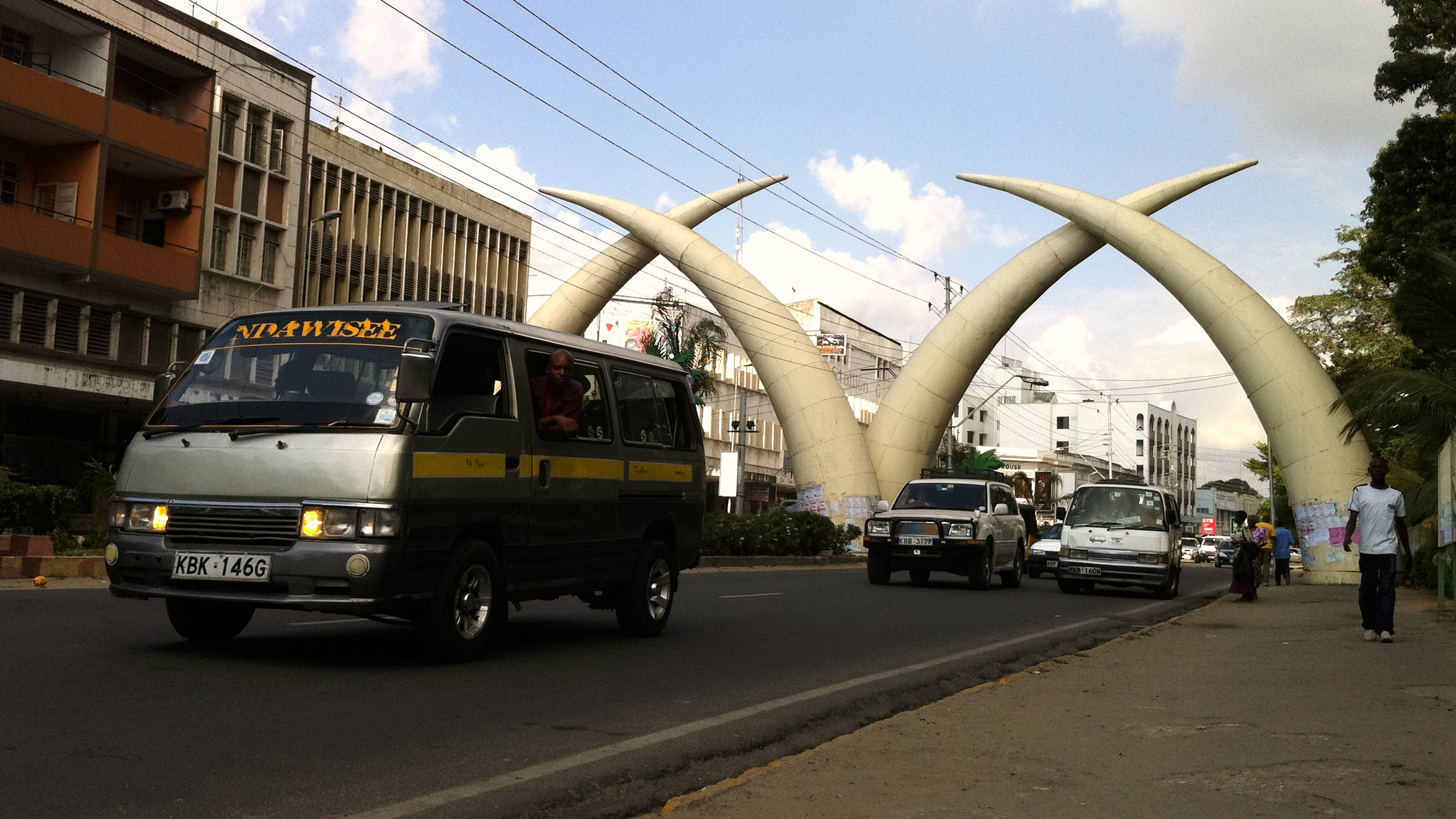
Un "matatu" davanti ai tusks di Moi Viale.
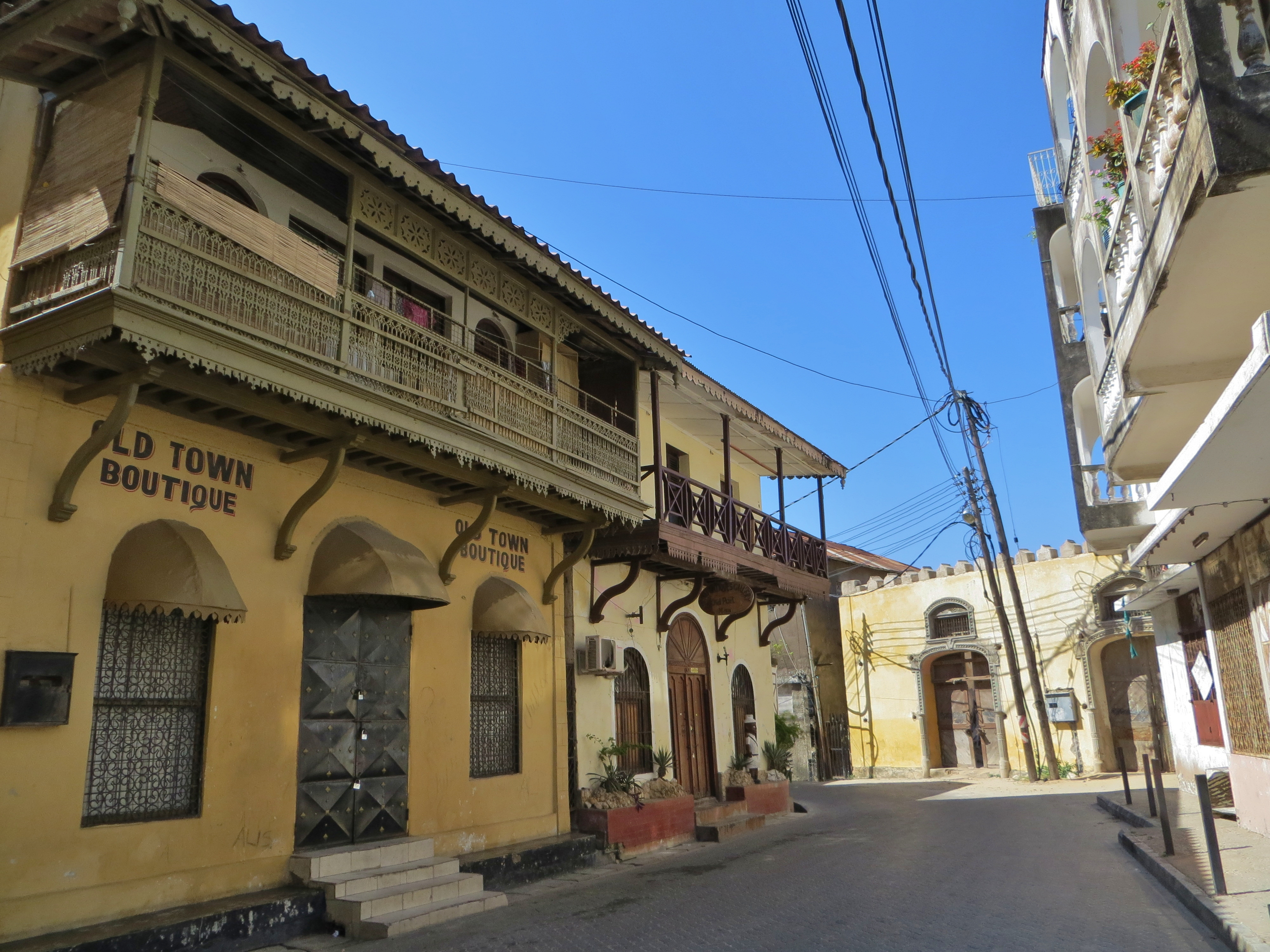
La vecchia città di Mombasa.
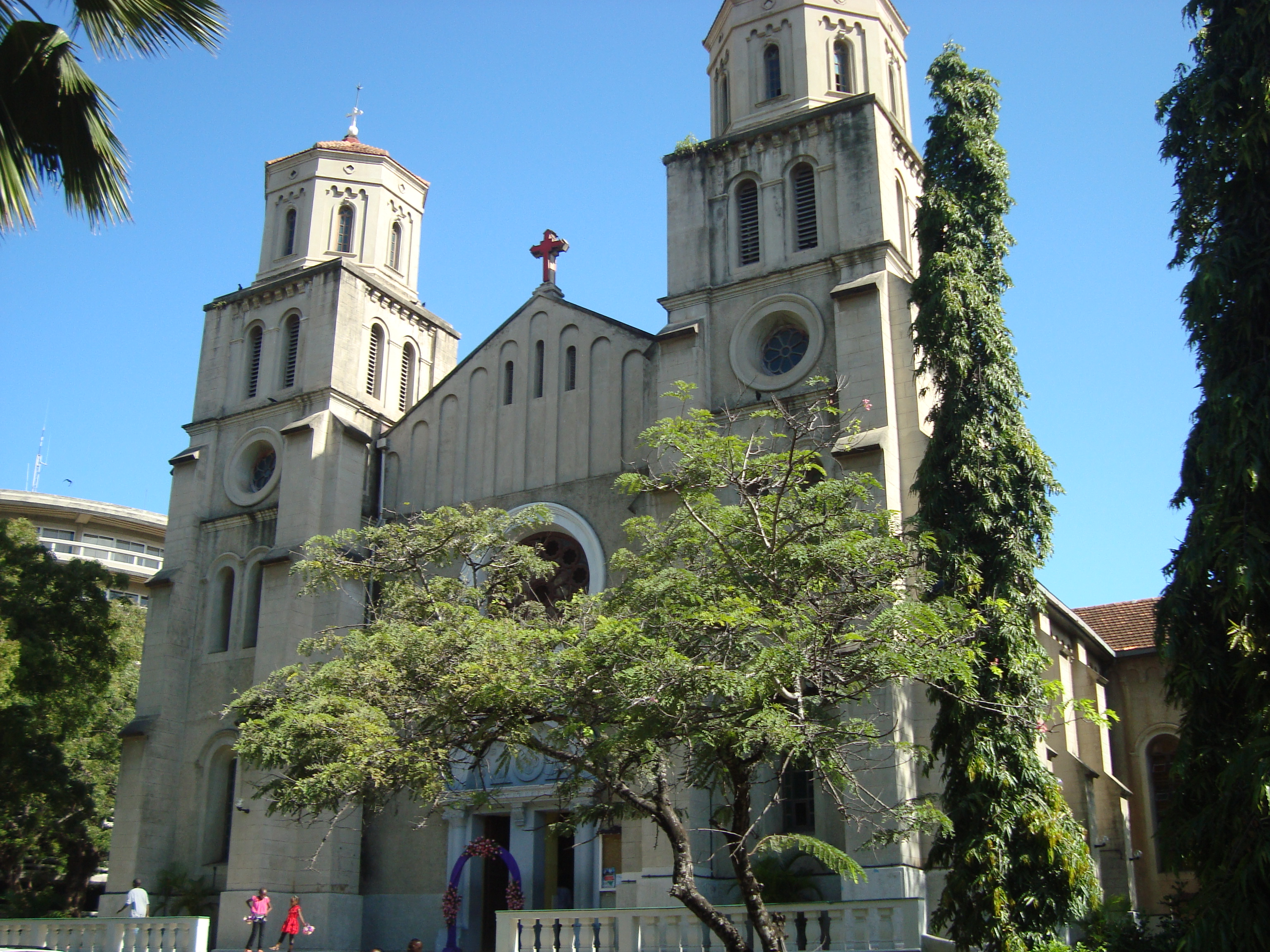
Cattedrale cattolica dello Spirito Santo.
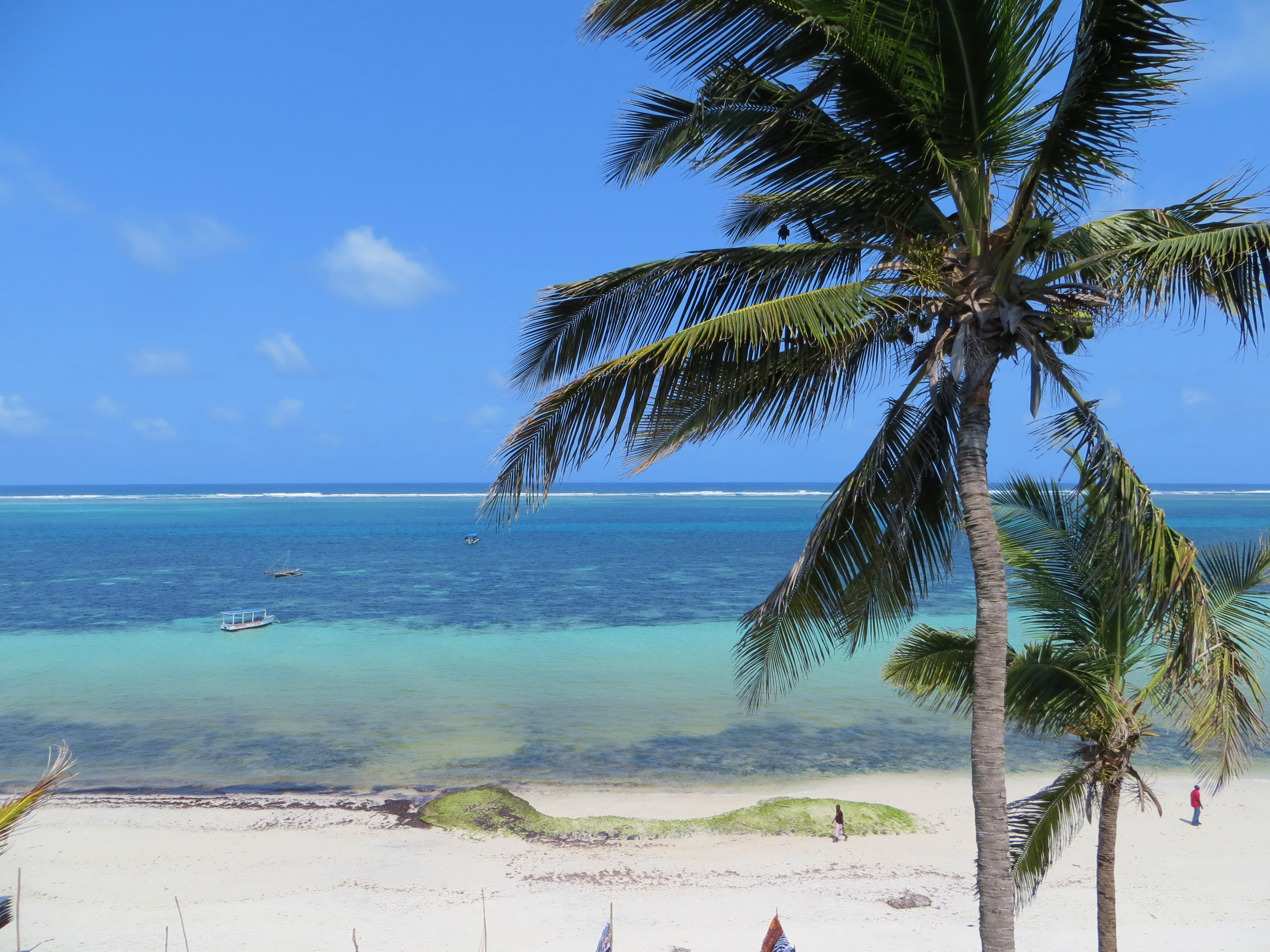
Vista della laguna da Nyali Beach.

## Storia

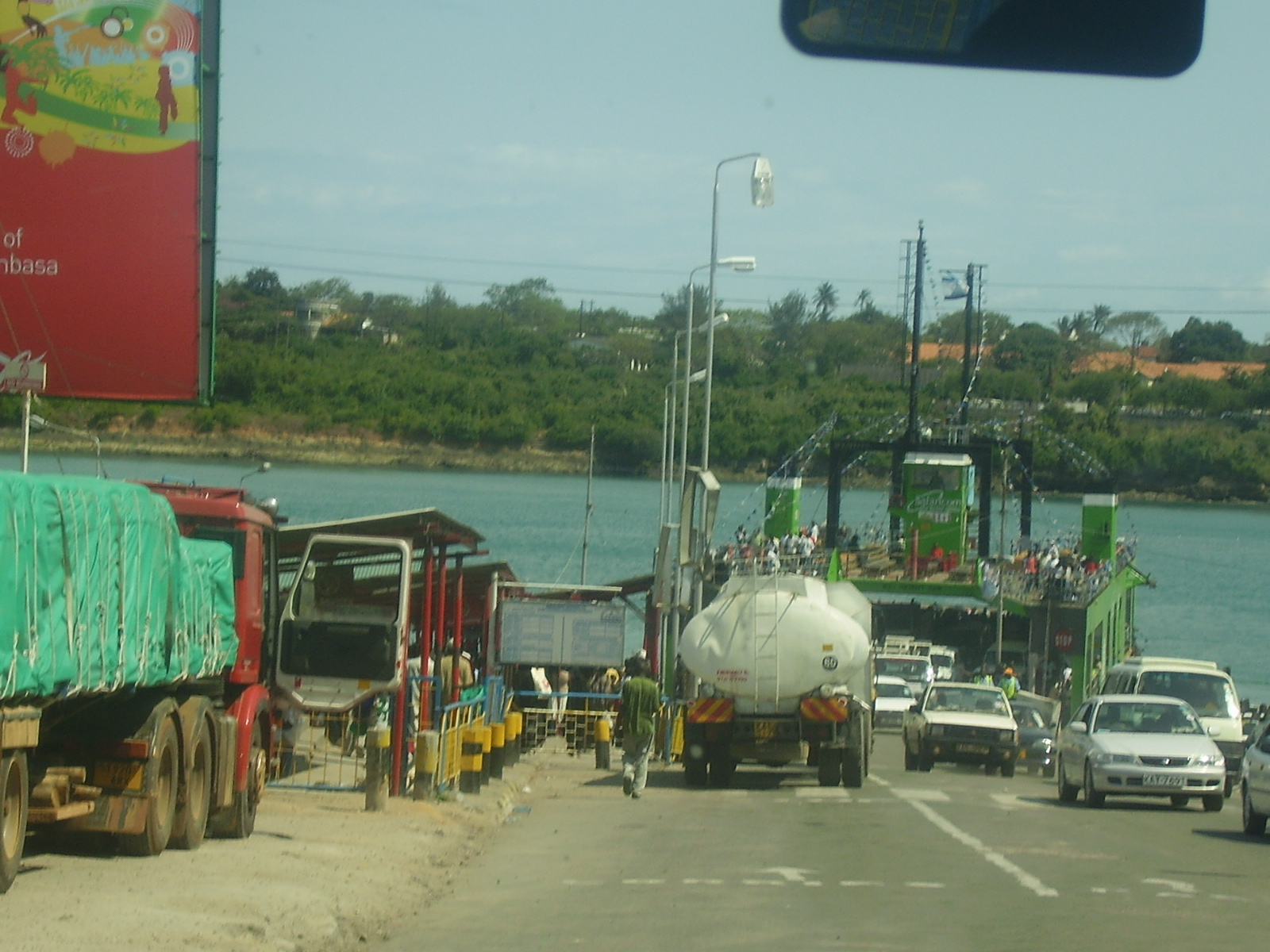
Porto di Mombasa, imbarchi dei traghetti.

La città fu fondata nell'XI secolo dai mercanti arabi, col nome di Manbasa; rapidamente divenne il principale polo commerciale dell'Africa orientale. Da qui partivano le esportazioni di avorio e di schiavi. La città fu visitata nel 1151 dall'esploratore arabo Al Idrissi e nel 1330 dal viaggiatore marocchino Ibn Battuta. L'ammiraglio cinese Zheng He gettò l'ancora a Mombasa nel 1418 e nel 1422. Nel 1502 Mombasa divenne un sultanato indipendente.
Vasco de Gama fu il primo europeo del quale risulta che abbia visitato Mombasa, nel 1498. Due anni dopo la città fu saccheggiata dai portoghesi, prima dell'arrivo di Francisco de Almeida e João da Nova nel 1505. Dal 1593 la città fu governata da un rappresentante del Portogallo, venne costruito Forte Jesus e nel 1638 divenne ufficialmente una colonia portoghese, acquisendo un ruolo importante come roccaforte per il collegamento verso l'India.
Dopo la caduta di Forte Jesus nelle mani di Saif I bin Sultan nel 1698, Mombasa passò sotto la sovranità del Sultanato di Oman. In questo periodo si succedettero tre governatori (detti Wali in arabo e Liwali in swahili). In seguito la città tornò sotto il controllo portoghese con il governatore Álvaro Caetano de Melo e Castro (dal 12 marzo 1728 al 21 settembre 1729), poi di nuovo sotto il Sultanato di Oman fino al 1746, per poi diventare sultanato indipendente e rimanerlo fino al 1826 (dal 9 febbraio 1824 fino al 25 luglio 1826 il sultanato fu protettorato britannico). I sultani dell'Oman tornarono al potere nel 1826. Alla fine degli anni 1830 Mombasa fu annessa al Sultanato di Zanzibar.
Il 25 maggio 1887 l'amministrazione di Mombasa fu acquisita dalla Compagnia britannica dell'Africa Orientale e nel 1898 passò completamente sotto il controllo del Regno Unito, diventando capitale del Africa Orientale Britannica, che ne fece il punto d'arrivo della ferrovia dell'Uganda. Per lavorare alla ferrovia furono portati a Mombasa molti operai dall'India britannica. Dal 1º luglio 1895 Mombasa divenne parte del protettorato inglese del Kenya, che comprendeva una striscia costiera nominalmente sotto la sovranità di Zanzibar.
Mombasa rimase nello stato di Zanzibar fino al 12 dicembre 1963, in cui fu ceduta al neonato stato indipendente del Kenya.
Nel 2002 (il 28 novembre) Mombasa fu teatro di un attacco terroristico islamista contro il Paradise Hotel, di proprietà israeliana; morirono tre israeliani e dieci kenioti. Pochi minuti prima era fallito un tentativo di abbattimento, con missili terra-aria, di un Boeing 757 della linea aerea israeliana Arkia; Boeing 757 decollato dall'aeroporto di Daniel arap Moi. La responsabilità di entrambi gli attentati fu attribuita ad al-Qāʿida.

## Infrastrutture e trasporti
La città è collegata alla capitale Nairobi attraverso una linea ferroviaria a scartamento normale lunga 480 km.

## Amministrazione

### Gemellaggi
Mombasa è gemellata con la città di Seattle negli Stati Uniti e con Honolulu nelle Hawaii.

## Curiosità
- La città viene utilizzata nella serie di videogiochi Halo definita Nuova Mombasa.
- Mombasa è una delle location del film Inception, di Christopher Nolan.